# MITSUBISHI MOTORS BEAT NAVIGATION MEET THE BLITZ
『MITSUBISHI MOTORS BEAT NAVIGATION meet the BLITZ』（ミツビシ・モータース・ビート・ナビゲーション ミート・ザ・ブリッツ）は、1996年4月から1年間TBSラジオで放送されていたラジオ番組。三菱自動車の一社提供。放送時間は毎週土曜14時 - 16時（日本標準時）。パーソナリティーは、ラジオDJの武居“M”征吾とTBSアナウンサーの小林豊が務めていた。